# Акан-Бурлък
Акан-Бурлък (Акан-Бурлук) (на казахски: Аққанбұрлық — Горен Бурлък}}; на руски: Акканбурлык)) е река Казахстан (Северноказахстанска област), десен приток на Ишим (ляв приток на Иртиш). Дължина 240 km (по други данни 176 km). Площ на водосборния басейн 6720 km²..
Река Акан-Бурлък води началото си под името Карасу от западните склонове на Кокшетауското възвишение (северната част на Казахската хълмиста земя), на около 13 km североизточно от село Алтънбулак, на 465 m н.в. Тече в югозападна посока и след около 30 km се влива в семероизточната част на езерото Жаксъ-Жангъзтау. След това вече под името Акан-Бурлък изтича от западния ъгъл на езерото и тече предимно в западна посока по крайната северозападна периферия на Казахската хълмиста земя, през югозападната част Североказахстанска област. Влива се отдясно в река Ишим (ляв приток на Иртиш), на 174 m н.в., на 4 km югоизточно от село Стерлитамак. Основни притоци: Кулаайгър (ляв); Бабъкбурлък, Тайсаръ, Шарък (десни). Река Акан-Булък се явява най-многоводния приток на Ишим, но в оттока на реката се наблюдава ясно изразена сезонна и многогодишна неравномерност, която може да се различава с десетки и стотици пъти. По течението на реката са разположени 20 села, в т.ч. районният център Чистополе.